# Welin Marinow
Welin Petkow Marinow (bg. Велин Петков Маринов; ur. 6 maja 1979) – bułgarski zapaśnik walczący w stylu klasycznym. Zajął dziewiętnaste miejsce na mistrzostwach świata w 2001. Srebrny medalista mistrzostw Europy w 2005; siódmy w 2000 roku